# Dominik Smojver
Dominik Smojver, hrvatski reprezentativni rukometaš
Igrač Karlovca.
Rukometni juniorski reprezentativac. S mladom reprezentacijom osvojio je 3. mjesto na europskim olimpijskim igrama mladih 2009. godine, 2. mjesto mediteranske igre 2010. godine, 1. mjesto europsko prvenstvo 2010. godine, 2. mjesto europsko prvenstvo 2012. godine.